# Intertecnica
Die Intertecnica Export GmbH wurde 2002 Eigentümer des Anfang des 19. Jahrhunderts unter dem Namen Ferdinand Hoffstätter in Bonn gegründeten Unternehmen für Entwurf und Prägung von Medaillen, Orden und Ehrenzeichen, Plaketten, metallenen Marken, Abzeichen und Repliken etwa musealer Skulpturen. Sitz der Intertecnica Export GmbH, die zusätzlich Automobile, deren Komponenten, Maschinenbau- und Flughafen-Zubehör in den Mittleren Osten und nach Nordafrika exportiert sowie Ingenieurs-Dienstleistungen anbietet, war bis 2018 die Borsigallee 6 in Bonn. 2018 wurde der Unternehmenssitz von Bonn nach Siegburg verlegt.

## Geschichte
Die Firma führt ihre Anfänge zurück auf den Kürschner-Sohn Ferdinand Hoffstätter (* um 1798), der 1818 in der Sternstraße in Bonn einen Goldschmiedebetrieb eröffnete. Der Unternehmer mit seiner in Beuel ansässigen Fabrik für Orden und Ehrenzeichen war am 4. April 1833 der Goldbeschützer während der Trauung seiner Schwester Sibilla Francisca Hofstaetter mit dem Gold- und Silberarbeiter Georg Leonhard Nörpel. Der Fabrikant selbst heiratete Margareta Fuchs, die neben einer Totgeburt vom 12. März 1834 auch den Sohn Lorenz Hofstätter jun. gebar, der später die Herstellung von Trauringen in dem Familienunternehmen ausbaute. Zuvor war dem Unternehmensgründer 1856/57 für die Herstellung von Staats-Orden und kunstgewerblichen Produkten der Titel eines Hof-Juwelieres verliehen worden.
In dritter Generation übernahm Ferdinand Hofstaetter (II) die Führung des Unternehmens, der nach einem Aufenthalt in den Vereinigten Staaten 1879 bis 1880 Großaufträge von Schützenvereinen und Karnevalsorden ausführte. Unter der neuen Firmenleitung wurde der Betrieb, die „Juwelier, Gold- u. Silberwaaren-Handlung“ in der damaligen Sternstraße 38 noch zur Zeit des Deutschen Kaiserreichs 1906 in den (heutigen) Bonner Ortsteil Limperich verlegt, von wo aus vor allem während des Ersten Weltkrieges der große Bedarf an Orden und Ehrenzeichen bedient wurde.
Ein Urenkel des Firmengründers, Lorenz Hoffstätter (II) ein langjähriger Pfadfinder, gelernter Graveur, Mitglied des Freikorps Oberland und mehrfach inhaftiert, trat noch während der Weimarer Republik 1928 der Nationalsozialistischen Deutschen Arbeiterpartei (NSDAP) bei und wurde noch im Jahr der Machtergreifung durch die Nationalsozialisten als NS-Kreisleiter des Siegkreises in Küdinghoven, Wahlkreis 20 (Köln-Aachen) Mitglied des damaligen Reichstages. 1938, im Jahr der Reichspogromnacht, übernahm Lorenz Hoffstätter die alleinige Führung des Betriebes und belieferte von dort aus seine Partei und die Wehrmacht mit Orden und Abzeichen.
Künstler wie Karl Menser (1920) und Harry Maximilian Buchberger (1960) ließen nach eigenen Entwürfen bei  Ferdinand Hoffstätter prägen.
Später zählte die Nationaldemokratische Partei Deutschlands (NPD) unter ihrem Bundesvorsitzenden Adolf von Thadden und die Christlich Demokratische Union unter Kurt Georg Kiesinger zu den Auftraggebern der Medaillenfabrik des Geschäftsführers Lorenz Hoffstätter.
Am 17. Oktober 1968, hatte der Betrieb eine Feier zum 150-jährigen Bestehen des Unternehmens ausgerichtet. Aus diesem Anlass war eine Festschrift mit den Abbildungen der bis dahin von der Firma produzierten bedeutendsten Abzeichen, Plaketten, Medaillen und Orden erschienen, auf die auch die Goldschmiede Zeitung mit einem Artikel Bezug nahm.
Die Medaillenfabrik Ferd. Hoffstätter KG im Oktober 1970 geriet wegen eines Auftrages der von NPD-Funktionären gegründeten rechtsextremen Aktion Widerstand in bundesweite Schlagzeilen. Laut Zitat eines Mitarbeiters des Verfassungsschutzes sollte sie in deren Auftrag eine „Schmäh-Münze“ in Form einer 2-DM-Kursmünze prägen: Sie sollte einerseits das Porträt von Bundeskanzler Willy Brandt und die Aufschrift „Deutsche Inflationsmark“ tragen, die Kehrseite der Medaille mit der Aufschrift "Gesamtdeutsches Blech" den Kopf des DDR-Staatsratsvorsitzenden und SED-Chefs Walter Ulbricht. Nachdem diese Absichten ruchbar geworden waren, musste Lorenz Hoffstätter in der Kanzlei des Bonner Rechtsanwalts Erich Schumann „das Versprechen ab[geben], den Münzen-Auftrag nicht auszuführen und bei Nichteinhalten seiner Zusage eine Strafe von 10 000 Mark zu zahlen“.
1986 erfolgt der Börsengang.
1987 firmierte das Unternehmen als  Ferdinand Hoffstätter AG, die einen Umsatz von rund 4 Millionen DM erzielte. 1988 wurde die Ferdinand Hoffstätter GmbH ins Handelsregister eingetragen und 2011 gelöscht. 2002 wurde das Unternehmen  von der Intertecnica Export GmbH übernommen. Diese produziert sowohl in Bonn als auch im Ausland, meidet jedoch „Billigware“ will die Tradition künstlerisch hochwertiger Prägeprodukte fortsetzen. Geliefert wird außer in Länder in Europa auch nach Übersee, insbesondere in die USA, nach Mexiko und Brasilien.